# Elsie Jane Wilson
Elsie Jane Wilson (7 de noviembre de 1885 – 16 de enero de 1965) fue una actriz y directora cinematográfica australiana-estadounidense. 

## Biografía
Nacida en Australia, Wilson se inició en la interpretación a los dos años de edad. 
En 1913, junto a su marido, el actor y director cinematográfico Rupert Julian, emigró a los Estados Unidos, donde ambos encontraron trabajo como actores en las producciones mudas de Universal Studios. Julian acabó dedicándose a la dirección, y Wilson trabajó como su codirectora. Más adelante ella actuó en Oliver Twist (1916) y en otras cintas de Paramount Pictures, volviendo finalmente a Universal y empezando su actividad como directora, principalmente en comedias ligeras.
Según las críticas de la época, Wilson era una directora modesta, aunque su mejor cualidad era la de obtener buenas interpretaciones de actores mediocres. No obstante, pocas directoras mantenían una carrera firme en los años veinte, siendo ella capaz de dirigir diez cintas entre 1917 y 1919. 
Elsie Jane Wilson falleció en Los Ángeles, California, en 1965. Tenía 79 años de edad.

## Filmografía seleccionada
- Beauty in Chains (1918, basada en la novela "Doña Perfecta", de Benito Pérez Galdós)
- The Mystery Ship (1917)
- Mountain Justice (1915)
- Bound on the Wheel (1915)